# Leichtathletik-Weltmeisterschaften 2013/Teilnehmer (Iran)
| Gelbes Symbol für Goldmedaillen mit stilisierten Olympischen Ringen | Graues Symbol für Silbermedaillen mit stilisierten Olympischen Ringen | Braundes Symbol für Bronzemedaillen mit stilisierten Olympischen Ringen |
| ------------------------------------------------------------------- | --------------------------------------------------------------------- | ----------------------------------------------------------------------- |
| —                                                                   | —                                                                     | —                                                                       |

Der Leichtathletik-Verband der Islamischen Republik Iran stellte fünf Teilnehmer bei den Leichtathletik-Weltmeisterschaften 2013 in der russischen Hauptstadt Moskau.

## Ergebnisse

### Männer

#### Laufdisziplinen
| Athlet           | Disziplin   | Vorlauf | Vorlauf | Halbfinale         | Halbfinale         | Finale             | Finale             |
| Athlet           | Disziplin   | Zeit    | Platz   | Zeit               | Platz              | Zeit               | Platz              |
| ---------------- | ----------- | ------- | ------- | ------------------ | ------------------ | ------------------ | ------------------ |
| Reza Ghasemi     | 100 m       | 10,46 s | 41      | nicht qualifiziert | nicht qualifiziert | nicht qualifiziert | nicht qualifiziert |
| Hassan Taftian   | 100 m       | 10,57 s | 48      | nicht qualifiziert | nicht qualifiziert | nicht qualifiziert | nicht qualifiziert |
| Ebrahim Rahimian | 20 km Gehen |         |         |                    |                    | DSQ                | DSQ                |

#### Sprung/Wurf
| Athlet         | Disziplin  | Qualifikation | Qualifikation | Finale             | Finale             |
| Athlet         | Disziplin  | Weite         | Platz         | Weite              | Platz              |
| -------------- | ---------- | ------------- | ------------- | ------------------ | ------------------ |
| Mahmoud Samimi | Diskuswurf | 57,77 m       | 28            | nicht qualifiziert | nicht qualifiziert |

### Frauen

#### Sprung/Wurf
| Athlet       | Disziplin   | Qualifikation | Qualifikation | Finale | Finale |
| Athlet       | Disziplin   | Weite         | Platz         | Weite  | Platz  |
| ------------ | ----------- | ------------- | ------------- | ------ | ------ |
| Leila Rajabi | Kugelstoßen | DNS           | DNS           | –––    | –––    |